# Liste des épisodes de Starsky et Hutch
Cet article présente la liste des épisodes de la série télévisée américaine Starsky et Hutch (Starsky & Hutch).

## Première saison (1975-1976)
1. Starsky et Hutch (Starsky and Hutch) - Pilote
2. Ah, les beaux dimanches ! (Savage Sunday)
3. La vengeance du Texan (Texas Longhorn)
4. La randonnée de la mort (Death Ride)
5. Tant va la cruche à l'eau (The Fix)
6. La tempête (Snowstorm)
7. Avis de mort (Death Notice)
8. Le paria (Pariah)
9. Tuez Huggy (Kill Huggy Bear)
10. L'appât (The Bait)
11. Folie furieuse (Lady Blue)
12. Capitaine Dobey, vous êtes mort ! (Captain Dobey, You're Dead!)
13. Terreur sur les docks (Terror on the Docks)
14. Un ami d'enfance (The Deadly Impostor)
15. Monty viendra à minuit (Shootout)
16. Les otages (The Hostages)
17. Poker (Losing Streak)
18. Le silence (Silence)
19. Le tigre d'Omaha (The Omaha Tiger)
20. Yoyo (Jojo)
21. Sauve qui peut ! (Running)
22. Condoléances (A Coffin for Starsky)
23. La prime du chasseur (The Bounty Hunter)

## Deuxième saison (1976-1977)
1. L'étrangleur de Las Vegas - 1ère partie (The Las Vegas Strangler - Part 1)
2. L'étrangleur de Las Vegas - 2ème partie (The Las Vegas Strangler - Part 2)
3. Une croisière mouvementée - 1ère partie (Murder at Sea - Part 1)
4. Une croisière mouvementée - 2ème partie (Murder at Sea - Part 2)
5. La fille (Gillian)
6. Chaud devant (Bust Amboy (A.K.A. Nightlight)
7. Vampirisme (The Vampire)
8. Le professionnel (The Specialist)
9. Laisse-la suivre le chemin de ton cœur (Tap Dancing Her Way Right Back Into Your Hearts)
10. La vendetta (Vendetta (A.K.A. The Monster)
11. Cauchemar (Nightmare)
12. Bras de fer (Iron Mike (A.K.A. Captain Mike Ferguson)
13. La petite fille perdue (Little Girl Lost)
14. "Où est Starsky ?" ou "Superstitieux, moi ?" (Bloodbath)
15. Esprit, es-tu là ? (The Psychic)
16. Traquenard - 1ère partie (The Set-Up - Part 1)
17. Traquenard - 2ème partie (The Set-Up - Part 2)
18. Le survivant (Survival)
19. Amour, quand tu nous tiens (Starsky's Lady (A.K.A. Revenge)
20. Pas de chance, Huggy ! (Huggy Bear and the Turkey)
21. Les justiciers (The Committee)
22. Jungle, vous avez dit jungle ? (The Velvet Jungle)
23. Que la route est longue (Long Walk Down a Short Dirt Road)
24. Le clown (Murder on Stage 17)
25. Coupables ? (Starsky and Hutch Are Guilty)

## Troisième saison (1977-1978)
1. Créatures de rêve - 1ère partie (Starsky & Hutch on Playboy Island (a.k.a. Murder on Voodoo Island - Part 1)
2. Créatures de rêve - 2ème partie (Starsky & Hutch on Playboy Island (a.k.a. Murder on Voodoo Island - Part 2)
3. Quel charme ! (Fatal Charm)
4. Le Grand Amour (I Love You, Rosey Malone)
5. Enquêtes en tous genres (Murder Ward)
6. Les Jours se ressemblent (Death in a Different Place)
7. Un Gros Chagrin (The Crying Child)
8. Les Héros (The Heroes)
9. L'Épidémie - 1ère partie (The Plague - Part 1)
10. L'Épidémie - 2ème partie (The Plague - Part 2)
11. Collection (The Collector)
12. Les rues sont à tout le monde (Manchild on the Streets)
13. La Folie du jeu (The Action)
14. Le Poids lourd (The Heavyweight)
15. Garde d'un corps (A Body Worth Guarding)
16. Le Piège (The Trap)
17. Sorcellerie (Satan's Witches)
18. Le Professeur (Class in Crime)
19. La Cible (Hutchinson: Murder One (a.k.a. Hutchinson for Murder One)
20. Un visage d'ange (Foxy Lady)
21. Ah ! La belle équipe ! (Partners)
22. Quadrature (Quadromania)
23. La Corvée (Deckwatch)

## Quatrième saison (1978-1979)
1. Discomania (Discomania)
2. Le grand jeu (The Game)
3. Ultimatum (Blindfold)
4. La photo (Photo Finish)
5. À votre santé (Moonshine)
6. Une justice étrange (Strange Justice)
7. Vengeance (The Avenger)
8. Noblesse désoblige (Dandruff)
9. Bleu et noir (Black and Blue)
10. Quel métier ! (The Groupie)
11. Cover girl (Cover Girl (a.k.a. No Deposit, No Return)
12. Un cas difficile (Starsky's Brother (a.k.a. Starsky's Little Brother)
13. L'ange doré (The Golden Angel)
14. La ballade (Ballad for a Blue Lady)
15. Un oiseau de malheur (Birds of a Feather)
16. 90 livres de problèmes (Ninety Pounds of Trouble)
17. Huggy ne peut plus rentrer chez lui (Huggy Can't Go Home (a.k.a. Huggy Can't Go Back)
18. Ah ! quel beau rôle ! - 1ère partie (Targets Without a Badge - Part 1)
19. Ah ! quel beau rôle ! - 2ème partie (Targets Without a Badge - Part 2)
20. Ah ! quel beau rôle ! - 3ème partie (Targets Without a Badge - Part 3)
21. Starsky contre Hutch (Starsky vs. Hutch)
22. Que la vengeance est douce (Sweet Revenge)